# Happiness (Red Velvet)
Happiness (행복?, HaengbokLR) è il singolo di debutto del gruppo femminile sudcoreano Red Velvet, pubblicato il 4 agosto 2014.

## Descrizione
Il brano è stato composto da Yoo Young-jin, Will Sims, Chad Hugo, Anne Judith Wik, e Chris Holsten, con la produzione di Hugo e Simms, e marca la loro prima pubblicazione come quartetto, introducendo i quattro membri Irene, Seulgi, Wendy e Joy.

## Classifiche
| Classifica (2014) | Posizione massima |
| ----------------- | ----------------- |
| Corea del Sud     | 5                 |